# Indice de Rosner
Pour les articles homonymes, voir Rosner.
L'indice de Rosner (IR) permet de mettre en évidence la présence d'un anticoagulant circulant (ACC) dans le sang, qui peut être associé à un syndrome des antiphospholipides.
Cet indice se calcule à l'aide des temps de céphaline activée ou TCA : 
- TCA du patient
- TCA témoin
- TCA mélange obtenu en mélangeant le plasma témoin avec celui du patient

IR = (TCA mélange - TCA témoin) / TCA patient.
L'IR s'exprime en pourcentage.

## Interprétation
| IR                 | Interprétation         |
| ------------------ | ---------------------- |
| inférieur à 12 %   | Pas d'ACC              |
| entre 12 % et 15 % | Douteux, à recontrôler |
| supérieur à 15 %   | Présence d'ACC         |